# Jan Glöe
Jan-Heinrich Glöe (* 8. März 1956; † 13. April 2022) war ein deutscher Handballspieler.

## Werdegang
Der im rechten Rückraum eingesetzte Glöe wechselte im Sommer 1980 von der SG Weiche-Handewitt (Regionalliga) zum THW Kiel in die Handball-Bundesliga. Beim THW spielte er bis 1982 und kehrte dann zur SG Weiche-Handewitt zurück. Für den THW kam Glöe auf insgesamt 48 Bundesliga-Einsätze, in denen er 66 Tore erzielte.
1984 stieg er mit Weiche-Handewitt in die Bundesliga auf und spielte mit der Mannschaft bis 1987 in der höchsten deutschen Spielklasse. In dieser Zeit verbuchte der Rückraumspieler in 73 Einsätzen 357 Tore. Nach seiner Spielerlaufbahn blieb er dem Spitzenhandball verbunden, war ab 1990 Vorstandsmitglied des damals neugegründeten Fördervereins der SG Flensburg-Handewitt, Club 100.